# Тут і тепер
Принцип тут і тепе́р — правило ведення соціально-психологічного тренінгу або психологічного консультування, згідно з яким уся увага, мислення, переживання клієнта під час заняття повинні бути повністю зосереджені на тому, що з ним відбувається тут і тепер, тобто в даній ситуацію в цей проміжок часу.